# Fun4
FUN4放肆樂團（或稱FUN4），是台灣樂壇的四人男子搖滾樂團，由楊威宇、張程勛、楊昆松與董志倫於2004年12月在台北組成。

## 經歷
2004年12月在新北市立中和國民中學由四人組成，為校內歲末聯歡晚會演出進行籌備。
2008年考取台北市街頭藝人執照，成為全台灣最年輕的合法街頭藝人。
2009年加入滾石唱片，並於同年三月推出首張創作EP《白色幸福》，成為台灣搖滾歷史中最年輕發行實體音樂作品的樂團。
2009年4月在西門町河岸留言舉辦專場售票演唱會，成為台灣搖滾歷史中最年輕舉辦專場演唱會的樂團。
2009年7月替《小鬼黃鴻升》創作單曲《不屑》成為經典代表作。
2009年8月替旅遊節目《食尚玩家》創作節目主題曲《食尚玩家》以及《就要醬完》。
2012年12月受邀至台北市政府跨年晚會《臺北最HIGH新年城》演出，成為台北跨年演唱會歷史最年輕的受邀搖滾樂團。
2013年，發行首張全創作專輯《Exit 出口》。

## 成員資料
| 樂團成員本名 | 樂團成員暱稱 | 樂團配置     |
| ------------ | ------------ | ------------ |
| 楊威宇       | 小宇         | 主唱兼吉他手 |
| 張程勛       | 貍貓         | 吉他手       |
| 董志倫       | 睏寶         | 貝斯手       |
| 楊昆松       | 木蘭         | 鼓手         |

## 作品

### 專輯
- 2009年3月：《白色幸福》（EP）
- 2009年5月：《愛的鼓勵》（EP）
- 2013年4月：《Exit 出口》

### 音樂合輯
- 2010年《PLAYBOYZ 滾動合輯》

## 連結
- Fun4的Facebook專頁
- FUN4樂團微博